# 8. huzarski polk (Avstro-Ogrska)
Za druge 8. polke glejte 8. polk.
8. huzarski polk (izvirno nemško Husaren Regiment »von Tersztyánszky« Nr. 8; dobesedno slovensko: Huzarski polk »von Tersztyánszky« št. 8) je bil konjeniški polk k.u.k. Heera.

## Zgodovina
Polk je bil ustanovljen leta 1686. 

### Prva svetovna vojna
Polkovna narodnostna sestava leta 1914 je bila sledeča: 74% Madžarov in 26% drugih.
Polkovne enote so bile garnizirane v Kecskemétu (štab in I. divizion) in v Czeglédu (II. divizion).

## Poveljniki polka
- 1859: Johann Nepomuk von Körvér[5]
- 1865: Gustav Greiner[6]
- 1879: Alexius Vidos de Kolta[7]
- 1908: Ferdinand von Bissingen und Nippenburg[8]
- 1914: Adalbert Fluck von Raggamb[9]